# Norops annectens
Norops annectens este o specie de șopârle din genul Norops, familia Polychrotidae, descrisă de Williams 1974. Conform Catalogue of Life specia Norops annectens nu are subspecii cunoscute.